# 催眠療法
催眠療法（さいみんりょうほう、英語: hypnotherapy）とは、催眠を用いる補完・代替医療の一種である。被暗示性亢進を中心に、催眠現象が持つ様々な生理的・心理的特性を利用し、多様な治療が行われる。心身の回復、同化の促進、緊張の解放、不安感情の低下などが期待され、心理的興奮やストレスが関わる心身症、身体疾患や医学的処置の苦痛など精神科リエゾンの領域でも利用される。自己洞察や行動変容の促進にも用いられる。
様々な用途に用いられているが、研究の品質は低く、有効性を判断することが難しい。近年のいくつかのメタアナリシスとシステマティックレビューによると、有効性は確認されていない、証拠がない、または証拠不十分である。

## 催眠療法の分類
催眠療法が具体的に何であるか、その定義は専門家間でも意見の一致を得ていない。
ここでは、代表的な手法をいくつか取りあげ簡単に紹介する。これ以外の手法として
1. 催眠情動調整法（affect regulation methods）
2. 催眠投影療法（hypno-projective therapy）
3. 催眠精神分析療法（hypno-analytic therapy）
4. 催眠認知行動療法（congnitive behavioral hypno-therapy）

などが挙げられる。

### 自我強化法
自我強化法（Ego-Strengthening Method）とは、クライアントの自信を向上し、不安や心配を最小限に抑え込むことを目的として行われる手法である。自我強化法を広めるきっかけとなったのは、1970年、ハートランドがアメリカ臨床催眠学会で行った発表である。
自我強化法における催眠暗示の例を次に記す。

### 催眠現象利用法
催眠現象利用法とはその名の通り、催眠によって起こる様々な現象を利用して治療を行う方法である。
治療に利用する催眠現象は、クライアントごとに選定する。つまりクライアントにとって体験しやすいものを選ぶということである。
利用する催眠現象の例として、腕挙上（腕が真っ直ぐの状態のまま、上に挙がること）、痛覚麻痺、健忘などが挙げられる。

## 催眠療法の効果
これまで様々な症状に対して、催眠療法の効果が研究されてきた。次に症状・目的別に催眠療法による効果を述べる。

### 過敏性腸症候群（IBS）
一部の研究では、催眠療法が消化器症状、不安、うつといった症状の改善に役立つ可能性を示唆している。ただし、2018年の米国消化器学会の勧告によると、科学的根拠の質は「非常に低い」となっている。
既に行われている複数の臨床試験の結果を用いて、催眠療法とIBSの標準治療、未治療の患者などと比較した研究が存在する。この研究によって催眠術がIBS症状の治療に有効であることを示すいくつかのエビデンスが得られたが、著者は「研究方法の質が悪く、被験者の数も少ないため慎重な解釈が必要」とし、さらに続けて「エビデンスが不十分であり、さらなる研究が必要」としている。

### 禁煙
催眠療法による禁煙治療に関する研究がいくつか存在する。ただし研究の結論は一致していない。
催眠療法とその他の治療方法を比較した複数の試験をもとに、禁煙に対する催眠療法の効果と安全性を評価した研究がある。本研究の著者は、ほとんどの研究では安全性の評価は行われておらず、催眠療法の効果に関するエビデンスの確実性も非常に低いとしている。また続けて著者は、催眠療法が他の治療法よりも優れていると言うエビデンスはなく、より大規模で質の高い試験が必要と述べている。

### ダイエット
肥満に対する、催眠療法の効果と認知行動療法の効果を比較した複数の研究をもとに、催眠療法の効果を測定した研究がある。この研究結果によると催眠認知行動療法を受けた患者は、催眠を用いない治療を受けた患者より70%以上の改善効果を示した。また、長期の追跡調査では、催眠誘導を行った患者は治療終了後も体重が減少していた。
ここで催眠認知行動療法（Cognitive-behavioral hypnotherapy）とは、認知行動学的介入の効果を高めるために、認知行動療法と催眠療法を組み合わせることを指す。催眠療法単独ではないことに注意が必要である。
ただしこの研究には批判もある。AllisonとFaithは、長期追跡データが一つの研究でしか得られなかったこと、全ての研究が肥満患者を対象としていないことを指摘した。さらに批判を行った著者は元のデータを再分析した結果、認知行動療法に催眠を加えてもわずかな効果しか得られないと結論づけた。

## 催眠療法と称してよく行われているもの
以下催眠療法と称してよく行われている、年齢退行・前世退行について説明する。

### 年齢退行
年齢退行（age regression）とは、セラピストがクライアントにある出来事を思い出させるために、クライアントの年齢をその出来事が起こった日付まで戻す技法である。
年齢退行によって、意識されていなかった記憶や知識が回復する場合がある。例えば、第二次世界大戦中に収容所で生活していた日系アメリカ人を子ども時代に退行させたところ、日本語を正確に話したという事例がある。この日系アメリカ人は、それまで日本語を話せなかった。
ただし回復した記憶は必ずしも正しいとは限らない。年齢退行により子供時代に戻ったような感覚になることはあるが、あくまでもそれは子供時代を想像して再現したものであり、本当に子供時代に戻ったわけではない。年齢退行で生じる記憶には、多くの偽の記憶が混じっている可能性がある。
年齢退行を用いた治療法の実例としては、ワトキンスが公表した症例が挙げられる。三十五歳の女性は強い食欲による暴食に悩んでおり、催眠暗示も試したが効果に限界があった。そこで年齢退行によって、直近で暴食をしてしまった所から赤ん坊の年齢まで退行し、原因を探ったものである。

### 前世退行

#### 概要
前世退行（past-life regression）とは、催眠を用いて前世を再体験するように促す治療技法のことである。前世療法（past-life therapy）、前世退行療法（past-life regression therapy）とも呼ばれる。前世退行を行う一部のセラピストは、前世退行で個人が抱えている問題を解決できるとしている。しかし、ほとんどのセラピストは前世退行に懐疑的であり正当な治療手段と認めていない。

#### 前世は存在するか
前世の存在を支持する証拠として、イアン・スティーブンソン博士（Dr. Ian Stevenson、アメリカの精神科医）による症例の収集が挙げられる。スティーブンソンはアメリカを含む六か国で、前世を覚えていると主張する子供の事例を収集した。同じ家族の生まれ変わりだと主張するケース、数十年前に亡くなった遠くの村の男の生まれ変わりと主張するケースなどがスティーブンソン博士から報告されている。
だが本研究に対し、下に示すような批判が存在する。
1. 前世を覚えていない子供のケースを考慮していない
2. 海外では通訳を介して調査を行ったが、通訳者の翻訳が正確でない可能性がある（バイアスがかかっている可能性がある）
3. スティーブンソン博士は直接子供たちと対話していない。周りの大人から伝え聞きで調査したものであり、ここにバイアスがかかる可能性が存在する。

#### 前世退行の始まり
前世退行を精神医学の治療法として使用する動きは、1950年代のブライディ・マーフィー（Bridey Murphy）の事例から始まった。1952年、素人催眠術師であるモーリー・バーンスタイン（Morey Bernstein）は、アメリカのコロラド州に住むヴァージニア・タイ（Virginia Tighe）に対し催眠をかけた。催眠をかけられたタイは、19世紀のアイルランド人女性とされるブライディ・マーフィーの人格になった。タイはアイルランドに行ったことがないのにもかかわらず、イギリス訛りの英語で、19世紀のアイルランドでの生活を詳細に語った。
しかしその後、タイの証言にいくつか誤りがあることが判明した。例えばタイは前世で木造の家に住んでいたと主張したが、マーフィーの故郷とされる場所に木造の家は存在しなかった。最終的にタイが子供のころ、ブライディ・マーフィー・コーケル（Bridie Murphy Corwell）と言う女性が隣人にいたことが判明し、この女性からアイルランドについての話を聞いた可能性が高いことが分かった。

#### 前世退行のメカニズム
前世退行の経験は、出典健忘によるものとするのが、最も妥当な説明とされている。出典健忘とは、体験内容は思い出すことが出来るがその体験をいつ・どこで得たのか思い出せない現象である。

#### 前世退行を行うことの危険性
前世退行によって、被施術者に虚偽の記憶を埋め込んでしまう恐れがある。例えば施術者が「あなたはアメリカ独立戦争の兵士でしたか？」と被施術者に質問したとする。被施術者が前世を信じている場合、仮に被施術者がそのような経験をしていなくとも、暗示性のために被施術者は本当にそのような経験をしたように感じてしまう可能性がある。

## 日本における催眠療法家の資格
日本では臨床心理士という資格があるものの、その専門業務は臨床心理査定・臨床心理面接・臨床心理的地域援助・以上三つに対する調査研究、と多岐にわたり催眠に限った資格ではない。
民間では、日本催眠医学心理学会が認定している「認定催眠士」という資格がある。（平成21年11月に『催眠技能士』から『認定催眠士』へと名称が変更された。）
認定催眠士の資格を取得するには、複数ある条件を全て満たした上で学会が主催する書類審査、筆記試験及び面接試験に合格する必要がある。以下その主な条件を述べる。
1. 3年以上日本催眠医学心理学会の正会員であること
2. 大学や大学院で医学等の学科を卒業、修了していること（もしくはそれと同等の知識を身に着けていること）
3. 一定の研究実績を持つこと
4. 一定の研修実績を持つこと
5. 指導催眠士2名からの推薦があること

## 誰が催眠療法を行うべきか、誰が行うべきでないか

### 団体・個人における意見
米国心理学会催眠部門（American Psychological Association Division 30）が配布しているパンフレットには次のように記載されている。
また大谷は著書『現代催眠原論』において、何の資格も保持せず催眠術師として活動している、いわゆる「素人催眠術師」について次のように批判している。

### 催眠療法に関する各学会の倫理規定
日本臨床催眠学会、日本催眠医学心理学会、国際催眠学会（The International Society of Hypnosis）といった学会では、催眠に関して次のような倫理要綱が存在する。
1. 臨床催眠は治療を行う者の、専門分野および習得した催眠スキル内においてのみその使用が許される[33]
  1. 医学、心理学などの専門家がその専門分野の中でのみ、臨床催眠を行えることを示した規定である。本規定は催眠の知識があるからといって、どの分野でも臨床催眠を行ってもよいわけではないことを示している[33]。
2. （専門家は）素人催眠術師の行動には一切関与しない[34]
  1. 素人催眠術師や一般人に対し「催眠教室」といってクラスを開講したり受け持ったりする行為を禁じる規定である[34]。

### 素人催眠療法者における有害現象の発生例
素人催眠術師が行った治療によって、めまい、吐き気、幻覚を見るなどの有害現象が発生した例が報告されている。

#### 発生例の概要
患者は三十代、独身の女性である。女性は付き合っていた男性からひどい暴言を長きに渡り受け続け、最終的に男とは別れたものの男性不信に陥ってしまう。女性は症状を改善しようと精神科クリニック、心療内科を訪れた。しかし症状は改善せず、ついに催眠で過去のことを忘れようと思い立ち、素人催眠療法者の元を尋ね治療を受けた。
だが症状は改善せず、治療後、めまい感、吐き気、物事が考えられないといった有害現象が発生した。この後女性はクリニックで改めて治療を受けなおし、結果有害現象は消失した。